# كتاب غاية الأماني في تفسير الكلام الرباني
كتاب غاية الأماني في تفسير الكلام الرباني، ألفه شهاب الدين أحمد بن إسماعيل بن عثمان الكوراني الشافعي، سماه «غاية الأماني في تفسير الكلام الرباني»، وهو كتاب مختص بتفسير القرآن، واشتمل على تفسير لجميع سور القرآن ابتداء بالفاتحة حتى الناس، قال عنه حاجي خليفة: «أورد فيه: مؤاخذات كثيرة على العلامتين: الزمخشري، والبيضاوي».
ومؤلف الكتاب هو شهاب الدين أحمد بن إسماعيل بن عثمان الكوراني الشافعي، مفسر، كردي الأصل، من أهل شهرزور، وبها نشأ وتعلم، ثم رحل إلى مصر وأخذ عن كبار الشيوخ، وأجازه ابن حجر العسقلاني في الحديث. ودرس بالقاهرة، ثم رحل إلى بلاد الترك، فولي التدريس في بروسا وغيرها، وعهد إليه السلطان مراد بن عثمان بتعليم ولي عهده «محمد الفاتح»، ولما ولي الفاتح السلطنة ولاه قضاء العسكر ثم الإفتاء، ثم قضاء بروسا، وتوفي بالقسطنطينية سنة 893 ه.
اعتمد المؤلف في تأليفه للكتاب على مادة علمية متنوعة، وما ميز تفسيره هو التنوع في المصادر بين الكتاب والسنة وأقوال الصحابة والتابعينـ وكذلك النقل عن أئمة اللغة والفقه وأهل البلاغة والبيان.
ومن المصادر التي اعتمد عليها الكوراني:
1/ القرآن.
2/ السنة النبوية.
3/ أقوال الصحابة.
4/ أٌقوال التابعين.
5/ كتب القراءات.
6/ كتب اللغة العربية.
7/ كتب الفقه.
8/ كتب التفسير.

## موضوع الكتاب
كتاب ألفه شهاب الدين أحمد بن إسماعيل بن عثمان الكوراني الشافعي، سماه «غاية الأماني في تفسير الكلام الرباني»، وهو كتاب مختص بتفسير القرآن، واشتمل الكتاب على تفسير لجميع سور القرآن ابتداء بالفاتحة حتى الناس، قال عنه حاجي خليفة: «أورد فيه: مؤاخذات كثيرة على العلامتين: الزمخشري، والبيضاوي».

## مؤلف الكتاب
مؤلف الكتاب هو شهاب الدين أحمد بن إسماعيل بن عثمان الكوراني الشافعي، مفسر، كردي الأصل، من أهل شهرزور، وبها نشأ وتعلم، ثم رحل إلى مصر وأخذ عن كبار الشيوخ، وأجازه ابن حجر العسقلاني في الحديث. ودرس بالقاهرة، ثم رحل إلى بلاد الترك، فولي التدريس في بروسا وغيرها، وعهد إليه السلطان مراد بن عثمان بتعليم ولي عهده «محمد الفاتح»، ولما ولي الفاتح السلطنة ولاه قضاء العسكر ثم الإفتاء، ثم قضاء بروسا، وتوفي بالقسطنطينية سنة 893 ه.
وله من المؤلفات:
1/غاية الأماني في تفسير السبع المثاني.
2/ الدرر اللوامع في شرح جمع الجوامع للسبكي.
3/ الكوثر الجاري.
4/ شرح الكافية لابن الحاجب.